# Marcin Wołoszyn
Marcin Wołoszyn (ur. 3 marca 1970 w Krakowie) – polski historyk, mediewista i archeolog.
Jest profesorem nadzwyczajnym w Instytucie Archeologii na Wydziale Socjologiczno-Historycznym Uniwersytetu Rzeszowskiego. Specjalizuje się w archeologii wczesnośredniowiecznej.

## Życiorys
Absolwent archeologii (1995 r.) i historii (1997 r.) na Uniwersytecie Jagiellońskim. Studia doktoranckie odbył na Wydziale Historycznym UJ; tamże obronił doktorat poświęcony zabytkom bizantyńskim i ruskim z Polski południowej w okresie X - XIII w. (2003 r.). Stopień naukowy doktora habilitowanego uzyskał w 2013 r. na Wydziale Socjologiczno-Historycznym UR.
W latach 1997–2015 był zatrudniony w Instytucie Archeologii i Etnologii PAN. Od 2004 r. pracował na stanowisku adiunkta w Instytucie Archeologii UR, a następnie, od 2014 r., jako profesor nadzwyczajny.
Współpracuje z Centrum Badawczym Historii i Kultury Krajów Europy Środkowo-Wschodniej w Lipsku (Geisteswissenschaftliche Zentrum Geschichte und Kultur Ostmitteleuropas, GWZO). Specjalizuje się w badaniach relacji Europy Środkowej z Cesarstwem Bizantyńskim i Rusią Kijowską (VI-XIII w.). Obecnie kieruje dwoma grantami naukowymi poświęconymi tzw. Grodom Czerwieńskim, "Złote jabłko polskiej archeologii. Zespoły grodowe w Czermnie i Gródku (Grody Czerwieńskie) - chronologia i funkcja w świetle badań dawnych oraz weryfikacyjnych" (Narodowy Program Rozwoju Humanistyki) oraz "Sfinks słowiańskiej sfragistyki - plomby typu drohiczyńskiego z Czermna na wschodnioeuropejskim tle porównawczym" (Narodowe Centrum Nauki). 
Inne pole jego zainteresowań to Europa Środkowa u schyłku antyku, w okresie wędrówek ludów i w starszych fazach średniowiecza. Interesują go zwłaszcza kontakty tej części Europy z cywilizacją śródziemnomorską w świetle znalezisk monet oraz przekazów pisanych, a także kontakty awaro-słowiańskie.
Stypendysta Fundacji Alexandra von Humboldta (2011-2013). Członek wielu organizacji naukowych m.in. Komitetu Nauk o Kulturze Antycznej PAN w Warszawie (Sekcja Bizantynologiczna), Komisji Archeologicznej PAN w Krakowie, Internationales Sachsensymposion i Development Commission of the Association Internationale des Études Byzantines (AIEB). 
Od 1999 r. w redakcji "Acta Archaeologica Carpathica". Od 2012 r. zastępca redaktora naczelnego "AAC". Członek grona redakcyjnego "The Journal of the Archaeological Numismatics" (Bruksela).
Autor ponad 120 publikacji naukowych.
Kilkakrotnie nagradzany za działalność naukową, m.in.:
- stypendium krajowe dla młodych uczonych FNP (2001 r.)
- nagroda Ministerstwa Nauki i Szkolnictwa Wyższego (2007 r.)
- Prix Duchalais, Académie des Inscriptions et Belles-Lettres (2012 r.)

## Wybrane publikacje
Autor
- M.P. Kruk, A. Sulikowska-Gąska, M. Wołoszyn, Sacralia Ruthenica. Early Ruthenian and Related Metal and Stone Items in the National Museum in Cracow and National Museum in Warsaw, Warszawa: Państwowe Muzeum Archeologiczne, 2006 ISBN 83-60099-95-2
- Theophylaktos Simokates und die Slawen am Ende des westlichen Ozeans - die erste Erwähnung der Ostseeslawen? Zum Bild der Slawen in der frühbyzantinischen Literatur. Eine Fallstudie // Teofilakt Simokatta i Słowianie znad brzegu Oceanu Zachodniego - najstarsze świadectwo obecności nad Bałtykiem? Przyczynek do studiów nad obrazem Słowian w literaturze wczesnobizantyńskiej, Kraków: Instytut Archeologii i Etnologii Polskiej Akademii Nauk, 2014 ISBN 978-83-935130-8-6.

Redaktor
- U źródeł Europy Środkowo-Wschodniej: pogranicze polsko-ukraińskie w perspektywie badań archeologicznych // Frühzeit Ostmitteleuropas: Das polnisch-ukrainische Grenzgebiet aus archäologischer Perspektive (red. M. Dębiec, M. Wołoszyn), Rzeszów: Fundacja Rzeszowskiego Ośrodka Archeologicznego, Instytut Archeologii Uniwersytetu Rzeszowskiego, 2007 ISBN 978-83-60545-47-8.
- Byzantine coins in Central Europe between the 5th and 10th century. Proceedings from the conference organised by Polish Academy of Arts and Sciences and Institute of Archeology University of Rzeszów under the patronage of Union Académique International (Programme No. 57 Moravia Magna), Kraków, 23-26 IV 2007, Moravia Magna - Seria Polona, vol. III (red. M. Wołoszyn), Kraków: Polish Academy of Arts and Sciences, Institute of Archaeology University of Rzeszów, 2009 ISBN 978-83-7676-008-7.
- Rome, Constantinople and Newly-Converted Europe. Archaeological and historical evidence, vol. I-II, U źródeł Europy Środkowowschodniej // Frühzeit Ostmitteleuropas 1,1-1,2 (red. M. Salamon, M. Wołoszyn, A. Musin, P. Špehar, M. Hardt, M.P. Kruk, A. Sulikowska-Gąska), Kraków - Leipzig - Rzeszów - Warszawa: Geisteswissenschaftliches Zentrum Geschichte und Kultur Ostmitteleuropas, Instytut Archeologii i Etnologii Polskiej Akademii Nauk, Instytut Archeologii Uniwersytetu Rzeszowskiego, 2012 ISBN 978-3-86583-659-5, ISBN 978-83-89499-85-1, ISBN 978-83-936467-0-8.